# Sebastian Gazurek
Sebastian Gazurek, né le 18 juin 1990 à Istebna, est un fondeur polonais.

## Biographie
Licencié au club NKS Trojwies Beskidzka, il fait ses débuts dans la scène internationale en fin d'année 2006, puis participe au Festival olympique de la jeunesse européenne à Jaca.
En 2009, Gazurek court les Championnats du monde junior à Praz de Lys, mais n'obtient aucun résultat dans le top 30.
Il fait ses débuts en Coupe du monde dans un relais en novembre 2009 à Beitostølen. Quelques semaines plus tard, il décroche son premier succès en Coupe slave dans un sprint à Wisła. En 2010, il devient champion de Pologne sur le trente kilomètres.
En 2011, il est engagé sur de multiples courses individuelles en Coupe du monde, dont le Nordic Opening pour ses débuts.
Il reçoit sa première sélection majeure les Championnats du monde à Val di Fiemme, où son meilleur résultat individuel est 60e du sprint. Lors de cette saison, du fait de l'intense entraînement, il est perturbé par des soucis de santé, notamment à Muonio. Gazurek retrouve des forces et une meilleure condition en préparation pour la saison olympique à suivre.
Lors de la saison 2013-2014, il enregistre son meilleur résultat individuel en Coupe du monde avec 48e place au quinze kilomètres classique de Szklarska Poręba. Quelques semaines plus tard, il participe aux Jeux olympiques de Sotchi, où il court le sprint libre (57e), le quinze kilomètres classique (55e) et le relais (15e).
Aux Championnats du monde 2015, pour son ultime compétition au niveau international, il obtient son premier meilleur placement sur une course dans l'élite avec une 42e sur le sprint. Il annonce cependant être déçu de ses résultats cet hiver, se sentant notamment très fatigué.

## Palmarès

### Jeux olympiques d'hiver
| Épreuve / Édition | Épreuve / Édition | Sotchi 2014 |
| Sprint libre      | Sprint libre      | 57e         |
| 15 km classique   | 15 km classique   | 55e         |
| Relais 4 × 10 km  | Relais 4 × 10 km  | 15e         |

### Championnats du monde
| Épreuve / Édition           | Sprint                           | Sprint    | 15 km | 15 km                            | Skiathlon 2 × 15 km | 50 km | Relais | Relais    |
| Épreuve / Édition           | libre                            | classique | libre | classique                        | Skiathlon 2 × 15 km | 50 km | Sprint | 4 × 10 km |
| Mondiaux 2013 val di Fiemme | Épreuve inexistante à cette date | 60e       | 73e   | Épreuve inexistante à cette date | —                   | —     | -      | 16e       |
| Mondiaux 2015 Falun         | Épreuve inexistante à cette date | 42e       | 61e   | Épreuve inexistante à cette date | —                   | —     | -      | 15e       |

Légende :
- : pas d'épreuve
- — : non disputée par Gazurek

### Championnats de Pologne
- 1 titre sur le trente kilomètres libre en 2010.